# Меріден (Канзас)
Меріден (англ. Meriden) — місто (англ. city) в США, в окрузі Джефферсон штату Канзас. Населення — 744 особи (2020).

## Географія
Меріден розташований за координатами 39°11′22″ пн. ш. 95°34′5″ зх. д. / 39.18944° пн. ш. 95.56806° зх. д. (39.189512, -95.568127).  За даними Бюро перепису населення США в 2010 році місто мало площу 2,04 км², з яких 2,02 км² — суходіл та 0,02 км² — водойми.

## Демографія
Згідно з переписом 2010 року, у місті мешкало 813 осіб у 315 домогосподарствах у складі 215 родин. Густота населення становила 398 осіб/км².  Було 336 помешкань (165/км²).
Расовий склад населення:
| - 96,8 % — білих - 1,4 % — корінних американців - 0,2 % — азіатів |

До двох чи більше рас належало 1,6 %. Частка іспаномовних становила 2,2 % від усіх жителів.
За віковим діапазоном населення розподілялося таким чином: 30,3 % — особи молодші 18 років, 61,5 % — особи у віці 18—64 років, 8,2 % — особи у віці 65 років та старші. Медіана віку мешканця становила 33,5 року. На 100 осіб жіночої статі у місті припадало 104,8 чоловіків;  на 100 жінок у віці від 18 років та старших — 99,6 чоловіків також старших 18 років.
Середній дохід на одне домашнє господарство  становив 62 672 долари США (медіана — 64 643), а середній дохід на одну сім'ю — 69 745 доларів (медіана — 68 125). Медіана доходів становила 50 547 доларів для чоловіків та 28 333 долари для жінок. За межею бідності перебувало 9,6 % осіб, у тому числі 12,6 % дітей у віці до 18 років та 8,0 % осіб у віці 65 років та старших.
Цивільне працевлаштоване населення становило 490 осіб. Основні галузі зайнятості: виробництво — 18,8 %, освіта, охорона здоров'я та соціальна допомога — 18,6 %, роздрібна торгівля — 16,7 %, мистецтво, розваги та відпочинок — 15,7 %.